# Michael Massee

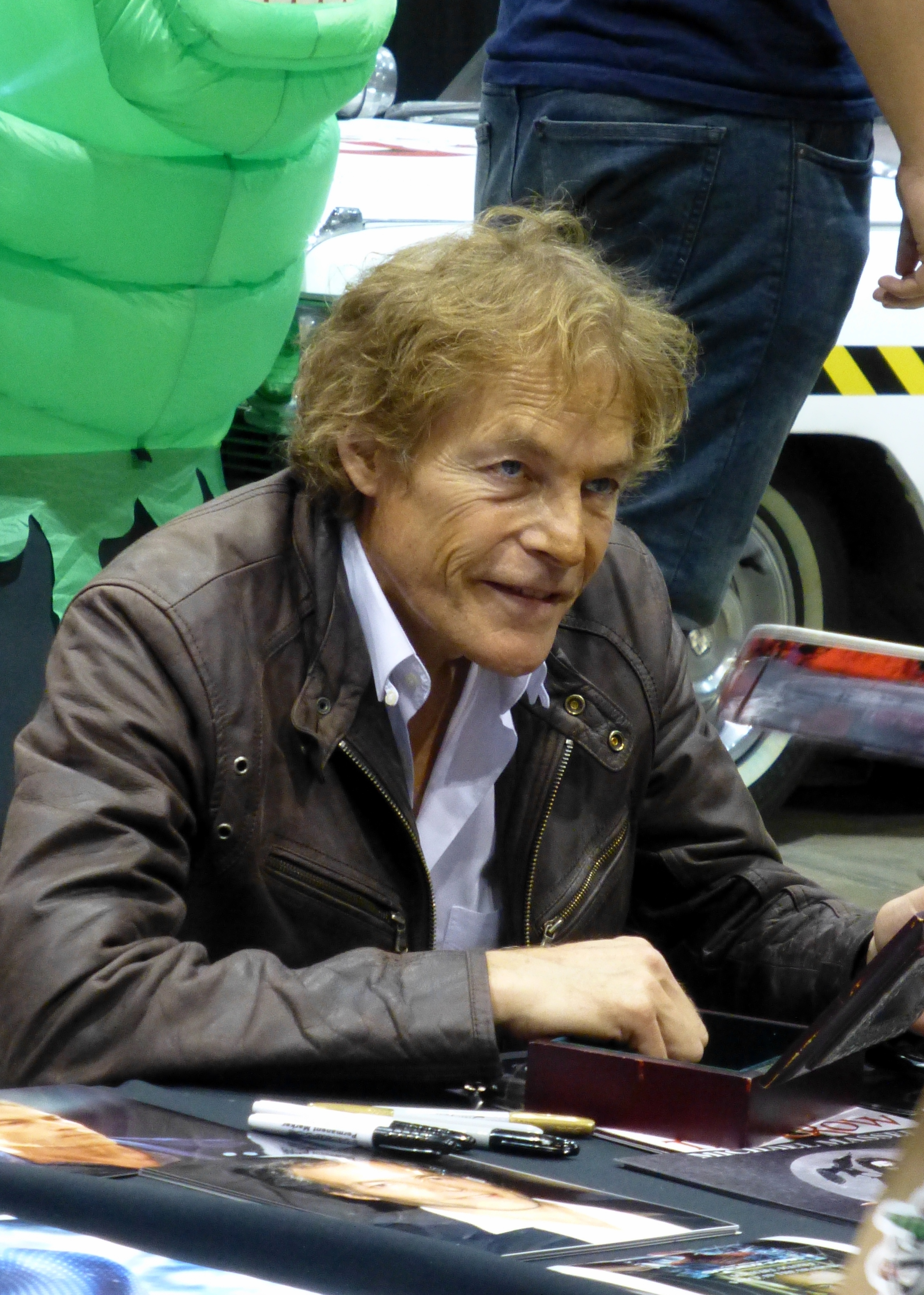
Michael Massee (2014)

Michael Massee (* 1. September 1952 in Kansas City, Missouri; † 20. Oktober 2016 in Los Angeles, Kalifornien) war ein US-amerikanischer Schauspieler und Sprecher.

## Leben
Michael Massee wurde als Sohn eines Schriftstellerehepaares in Kansas City geboren; seine Eltern zogen kurz nach seiner Geburt mit ihm nach Paris, wo er auch aufwuchs. Nach seinem Schulabschluss bereiste er zunächst diverse Staaten in Europa, Nordafrika und dem Mittleren Osten. Schließlich erlangte er in den Vereinigten Staaten am College einen Abschluss in Theater- und Literaturwissenschaften.
Neben Auftritten in Fernsehserien wie Carnivàle, 24, Akte X – Die unheimlichen Fälle des FBI, Revelations – Die Offenbarung oder FlashForward spielte er in namhaften Spielfilmen wie Catwoman, Amistad, Lost Highway und Sieben. Traurige Berühmtheit erlangte Michael Massee 1993 bei den Dreharbeiten zum Spielfilm The Crow – Die Krähe. In der Waffe, mit der er auf den Hauptdarsteller Brandon Lee schießen sollte, klemmte noch ein Projektil. Da sich die Produktion in Zeitverzug befand, hatte man für einige Schussszenen keine Dummys verwendet, sondern echte Patronen, denen man lediglich das Schießpulver, nicht jedoch die Zündhütchen entfernt hatte. Dadurch wurde ein Projektil einer solchen Patrone in den Lauf getrieben, wo es stecken blieb. Dieses Projektil wurde dann durch das Abfeuern einer Platzpatrone und dem damit freigegebenen Gasdruck zum tödlichen Geschoss für Lee. Massee sagte in einem Interview, dass er von dem tragischen Ereignis regelmäßig geträumt habe und niemals darüber hinwegkommen werde.
Massee starb am 20. Oktober 2016 im Alter von 64 Jahren an den Folgen einer Krebserkrankung.

## Filmografie (Auswahl)

### Fernsehserien
- 1995: Der Marshal (The Marshal, Folge 1x06)
- 1996: Picket Fences – Tatort Gartenzaun (Picket Fences, Folge 4x11)
- 1996: Akte X – Die unheimlichen Fälle des FBI (The X-Files, Folge 4x05)
- 1996: Murder One (2 Folgen)
- 1997: Big Easy – Straßen der Sünde (The Big Easy, Folge 2x06)
- 1998: Millennium – Fürchte deinen Nächsten wie Dich selbst (Millennium, Folge 2x14)
- 1999: L.A. Doctors (Folge 1x19)
- 1997–2001: Nash Bridges (2 Folgen)
- 2001–2002: 24 (12 Folgen)
- 2002: Practice – Die Anwälte (The Practice, Folge 6x17)
- 2003: Threat Matrix – Alarmstufe Rot (Threat Matrix, Folge 1x05)
- 2003: Polizeibericht Los Angeles (L.A. Dragnet, Folge 2x04)
- 2003–2005: Carnivàle (5 Folgen)
- 2005: The Batman (Stimme) (Folge 2x10)
- 2006: Criminal Minds (Folge 1x14)
- 2005–2006: Alias – Die Agentin (Alias, 2 Folgen)
- 2007: Cold Case – Kein Opfer ist je vergessen (Cold Case, Folge 4x22)
- 2007: Supernatural (2 Folgen)
- 2008: Shark (Folge 2x12)
- 2008: Criminal Intent – Verbrechen im Visier (Law & Order: Criminal Intent, Folge 7x16)
- 2009: CSI: NY (Folge 6x07)
- 2009–2010: FlashForward (8 Folgen)
- 2010: Law & Order: LA (Law & Order: Los Angeles, Folge 1x02)
- 2011: Human Target (Folge 2x12)
- 2010–2013: Rizzoli & Isles (4 Folgen)
- 2011: Dr. House (House M.D., Folge 8x01)
- 2011: CSI: Vegas (CSI: Crime Scene Investigation, Folge 12x08)
- 2012: Fringe – Grenzfälle des FBI (Fringe, Folge 4x15)
- 2013: Ironside (Folge 1x06)
- 2015: The Blacklist (2 Folgen)

### Spielfilme
- 1991: My Father is coming – Ein Bayer in New York (My Father Is Coming)
- 1994: The Crow – Die Krähe (The Crow)
- 1995: Home of Angels
- 1995: Burnzy’s Last Call
- 1995: Sahara – Wüste des Todes (Sahara)
- 1995: Tales from the Hood
- 1995: Sieben (Seven)
- 1995: The Low Life
- 1996: Blond ist die Rache (An Unfinished Affair)
- 1996: Nichts als Trouble mit den Frauen (Mojave Moon)
- 1996: Tage wie dieser … (One Fine Day)
- 1996: Guy
- 1997: Jamaica Beat
- 1997: Lost Highway
- 1997: The Last Don (Miniserie)
- 1997: Am Ende der Gewalt (The End of Violence)
- 1997: The Game
- 1997: Playing God
- 1997: Amistad
- 1999: The Florentine
- 1999: Bad City Blues
- 1999: The White River Kid
- 2001: The Theory of the Leisure Class
- 2001: Mr. Undercover (Corky Romano)
- 2003: Momentum (Projekt Momentum)
- 2004: NYPD 2069
- 2004: Catwoman
- 2005: Revelations – Die Offenbarung (Revelations)
- 2007: Pandemic – Tödliche Erreger (Pandemic)
- 2007: Underdog – Unbesiegt weil er fliegt (Underdog)
- 2011: The Resident
- 2012: The Amazing Spider-Man
- 2013: CBGB
- 2014: At the Devil’s Door
- 2014: The Amazing Spider-Man 2: Rise of Electro (The Amazing Spider-Man 2)
- 2015: The Wolves of Savin Hall
- 2016: Everlasting
- 2016: Last Man Club